# Caroline Stage Olsen
Caroline Stage Olsen (ur. 10 listopada 1990 w Bagsværd) – duńska polityk i działaczka samorządowa, od 2024 minister ds. cyfryzacji.

## Życiorys
W 2015 ukończyła studia biznesowe w Copenhagen Business School. Pracowała w branży tytoniowej, była zatrudniona w British American Tobacco, gdzie zajmowała stanowisko menedżerskie. Była związana z liberalną partią Venstre, z jej ramienia w latach 2014–2020 zasiadała w radzie miejskiej w Kopenhadze. Dołączyła później do ugrupowania Moderaterne. Pełniła funkcję specjalnego doradcy ministra spraw zagranicznych Larsa Løkke Rasmussena. W sierpniu 2024 objęła stanowisko ministra ds. cyfryzacji w drugim rządzie Mette Frederiksen.